# Weigui Fang

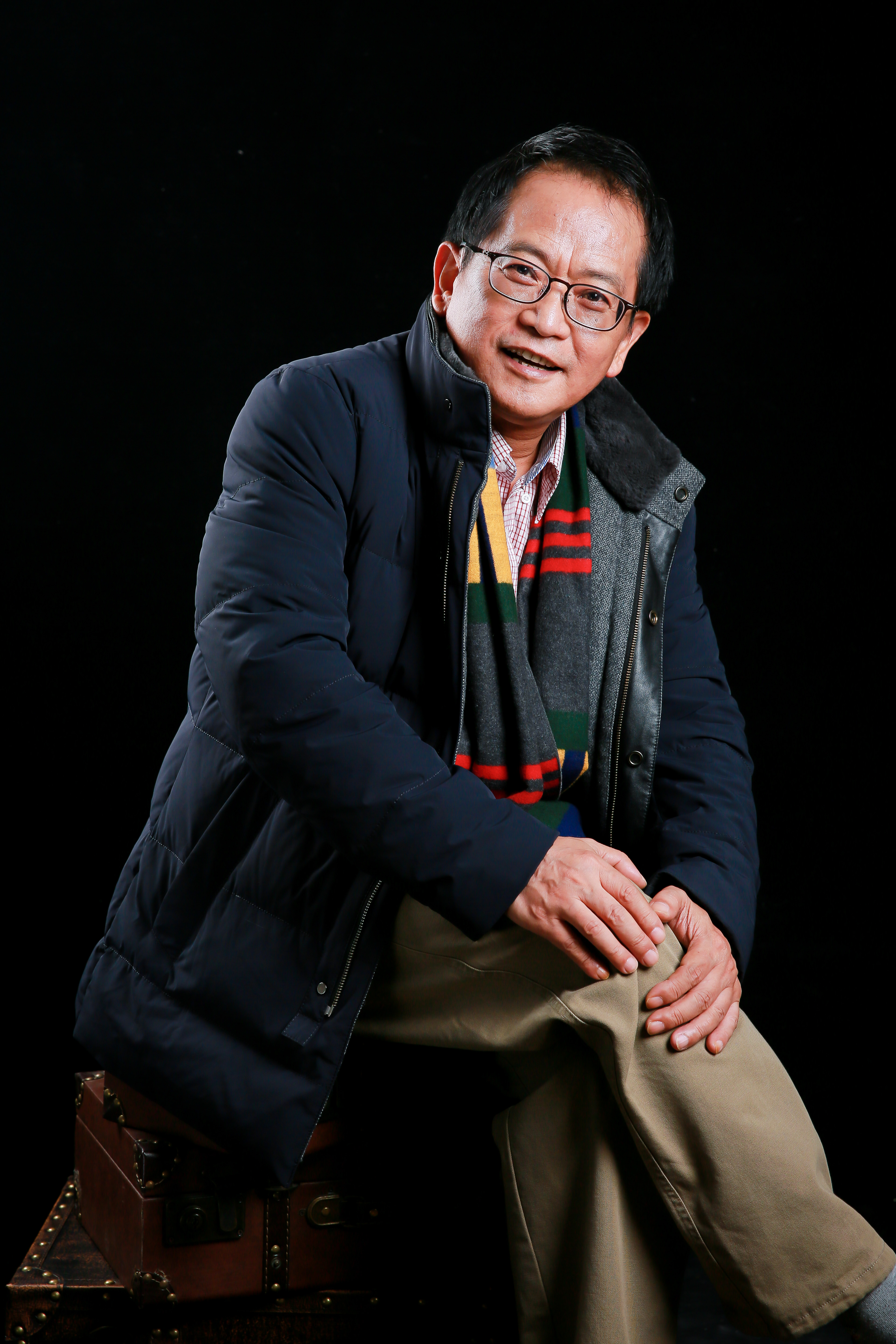
Weigui Fang 2016

Weigui Fang (chinesisch: Fang Weigui 方维规, pinyin: Fāng Wéiguī; * 1957 in Shanghai, Volksrepublik China) ist ein chinesischer Komparatist, Sinologe und Literatur-Übersetzer. Die Neue Zürcher Zeitung nennt ihn kurz „Literaturwissenschaftler“ (NZZ, 6. Aug. 2004). Für den bekannten Sinologen Wolfgang Kubin ist Weigui Fang ein „hochtalentierter Sinologe“. Karl-Heinz Pohl lobt die Übersetzung von 150 Gedichten des klassischen chinesischen Dichters Bai Juyi und spricht in seinem Vorwort zu dem Buch Den Kranich fragen von Fangs „souveräne[r] Übersetzungskunst“. Fang ist Distinguished Professor (sowie Changjiang Scholar) an der Beijing Normal University (BNU) in Peking. sowie Direktor des Center for Literature and the History of Ideas an der BNU. Weigui Fang zählt zudem zu den wichtigsten Spezialisten für historische Semantik in China. Seine Forschung über das sich wandelnde Bild Chinas in der deutschen Literatur fand Beachtung bei vielen Kollegen, so z. B. bei Marie Dollé and Geneviève Espagne (Universität Amiens).

## Studium sowie frühe Lehr- und Forschungstätigkeit
Weigui Fang absolvierte die Shanghai International Studies University und lehrte danach am German Department dieser Universität, bevor er im Rahmen eines akademischen Kooperationsprogramms der Beijing Foreign Studies University und der Humboldt-Universität nach Deutschland kam und an der Humboldt-Universität eine komparatistische Arbeit über Brecht und Lu Xun (Lu Hsün) schrieb, die 1991 unter dem Titel Brecht und Lu Xun. Eine Studie zum Verfremdungseffekt publiziert wurde.
Dann promovierte er in Komparatistik an der Universität Aachen. Seine Dissertation über das Bild Chinas in der deutschen Literatur zwischen 1871 und 1933 wurde 1992 veröffentlicht. Sie war inspiriert durch die theoretischen Reflexionen des in Aachen lehrenden belgischen Komparatisten Hugo Dyserinck und seine Auffassung von „Imagologie“. Dyserinck bestand auf der Notwendigkeit einer kritischen Erforschung der wechselseitig bestehenden ideologischen Selbst- und Fremdbilder (auto-images; Vorstellungen von sich und der eigenen Kultur) und hetero-images current (Vorstellungen vom „Anderen“) in den „nationalen Literaturen“ wie z. B. der französischen und der deutschen, die einander beeinflussten.
Anschließend schrieb Fang eine Post-doc Arbeit über Chinesische Literatur im Gefolge der 4.-Mai-Bewegung und damit in der sogenannten „Republikzeit“ (1919–1949), während er gleichzeitig von 1992 bis 1996 am Fachbereich II – Sinologie der Universität Trier lehrte und forschte. Ab 1996 bis 2000 arbeitete Fang am Ostasiatischen Seminar der Universität Göttingen und war beteiligt an der Forschung über „Neues Wissen“ in China während der späten Qing-Zeit. Seit 2001 forschte er am Institut für Kommunikationswissenschaft der Universität Trier und lehrte zugleich am FB II-Sinologie dieser Universität. Im Jahre 2002 wurde seine Post-doc Arbeit als „Habilitationsschrift“ von der Universität Erlangen akzeptiert; sie erschien 2006 bei Harrassowitz. Das Buch wurde bei Harrassowitz publiziert unter dem Titel „Selbstreflexion in der Zeit des Erwachens und des Widerstands – Moderne Chinesische Literatur 1919–1949.“
Nach seiner „Habilitation“ war Fang Weigui Privatdozent und hielt Vorlesungen am Institut für Sprachen und Kulturen des Nahen Ostens und Ostasiens der Universität Erlangen. Er war zugleich weiterhin (bis 2006) am FB-II Sinologie sowie am Institut für Kommunikationswissenschaft der Universität Trier tätig. Damals entstand sein Buch Das Internet und China, das u. a. in „Der Bund“ (Bern) positiv rezensiert wurde.

## Spätere Karriere
Seit seiner Rückkehr nach China im Jahr 2006, lehrt Fang als Professor am Institut für Chinesische Sprache und Literatur (School of Chinese Language and Literature) der Beijing Normal University, und ist zugleich Direktor des Center for Literature and the History of Ideas an der BNU. Er ist nicht nur Distinguished Professor an der BNU, sondern auch Chiangjiang Scholar des Erziehungsministeriums (Ministry of Education), was eine hohe Auszeichnung für außergewöhnliche akademische Leistungen bedeutet. Seine Arbeitsschwerpunkte sind komparative Poetik, vergleichende Literaturwissenschaft, Begriffsgeschichte, Literatursoziologie, und sinologische Forschung zur „überseeischen“ chinesischen Literatur.
An der Beijing Normal University (BNU) hat Fang fünf internationale Konferenzen organisiert. Die erste war: »Sixiang yu Fangfa: Quanqiuhua Shidai Zhongxi Duihua de Keneng« / Ideen und Methoden: Möglichkeiten eines chinesisch-westlichen Dialogs im Zeitalter der Globalisierung. (Siehe das gleichnamige von ihm herausgegebene Buch mit Konferenzbeiträgen, erschienen 2014 im Verlag Peking University Press).
Die zweite Konferenz war: »Sixiang yu Fangfa: Jindai Zhongguo de Wenhua Zhengzhi yu Zhishi Jiangou« / Ideen und Methoden: Kulturpolitik und die Konstruktion des Wissens im modernen China. (Siehe das gleichnamige von ihm herausgegebene Buch mit Konferenzbeiträgen erschienen 2015 im Verlag Peking University Press).
Es folgte die dritte Konferenz mit dem Titel »Sixiang yu fangfa: Hewei shijie wenxue?« / Ideen und Methoden: Was ist Weltliteratur? (Konferenz an der BNU, School of Chinese Language and Literature (北京师范大学文学院)), veranstaltet am 16.–17. Oktober 2015. An ihr nahmen bekannte Komparatisten und Sinologen teil, so u. a. Marián Gálik, Galin Tihanov, David Damrosch, Bernard Franco, Matthias Freise, Zhang Longxi, Wolfgang Kubin und Karl-Heinz Pohl.
Die vierte Konferenz, die Fang organisierte, war: Sixiang yu fangfa: Lishi Zhongguo de Nei yu Wai / Ideas and Methods: Changing Order, Interlaced Civilizations: Inside and Outside of the historical China. Sie fand am 22. und 23. Oktober 2016 an der Beijing Normal University statt.
Die fünfte von Fang organisierte Konferenz am 27.-29. Oktober 2018 war: Sixiang yu fangfa: Meijie Zhexue, Renzhi Kexue yu Renwen Jingshen de Weilai / Ideas and Methods: Media Philosophy, Cognitive Science, and the Future of the Humanities. October 27 -29, 2018.
Fang ist weithin anerkannt als ein Experte auf dem Gebiet der Geistesgeschichte Chinas und vor allem der Begriffsgeschichte in China. So wies z. B. Marián Gálik in der Zeitschrift Archiv orientální / Revue trimestrielle des études africaines et asiatiques (vol. 71, no. 1, February 2003, p. 209. ISSN 0044-8699) anerkennend hin auf Fangs Untersuchung "Yi, yang, xi, wai and other terms: The Transition from Barbarian to Foreigner in Late Imperial China" und sagte: "Diese Untersuchung ist ein exzellentes Beispiel für die Rolle der Lexikologie", wenn sie mit "solcher Kompetenz" praktiziert wird.
Fangs Interesse an der Begriffsgeschichte ist schon seit langem in ihm lebendig. In der Tat: "Fang war einer der ersten Gelehrten im China, die auf die Geschichte von Begriffen fokussiert waren, als sein Forschungsbeitrag über die sich im modernen China wandelnden Vorstellungen von Zivilisation und Kultur im Jahr 1999 publiziert wurde," merkte Fansen Wang, Vizepräsident der Academia Sinica in Taipei, aus Anlaß des Erscheinens eines Buchs von Fang an. Auch Fangs Forschung über die sich wandelnden “images” von China In der deutschen Literatur wurde weithin von Kolleginnen und Kollegen in Asien und im Westen rezipiert..

## Schriften

### Monografien
- "Shenme Shi Gainianshi? (Was ist Begriffsgeschichte? / What Is 'History of Concept'? / Qu'est-ce que l'histoire conceptuelle?), Beijing: SDX Joint Publishing Company, 2020.
- Modern Notions of Civilization and Culture in China (transl. to English by Weidong Wang). Published as part of the series Key Concepts in Chinese Thought and Culture. London ; New York ; Singapore : Palgrave Macmillan, 2019.
- Gainian de Lishi Fenliang: Jindai Zhongguo Sixiang de Gainianshi Yanjiu 概念的历史分量：近代中国思想的概念史研究 (The Significance of Concepts: Historical-Conceptual Investigation of Modern Chinese Thought / L'importance des concepts: enquête historique-conceptuelle sur la pensée chinoise moderne), Beijing: Peking University Press, 2018, 8+445 S.
- Wenxue Huayu yu Lishi Yishi. (Literary Language and Historical Consciousness), Fudan University Press, Shanghai 2015.[16]
- Ershi Shiji Deguo Wenxue Sixiang Lungao. (On German literary thought in the 20th century), Peking University Press, Beijing 2014.[16]
- Der Westen und das Reich der Mitte – Die Verbreitung westlichen Wissens im spätkaiserlichen China. (The West and the Middle Kingdom – The spread of Western knowledge in Late Imperial China), Harrassowitz, Wiesbaden/New York 2013.[16][17]
- Selbstreflexion in der Zeit des Erwachens und des Widerstands – Moderne Chinesische Literatur 1919–1949 (Habilitationsschrift), in der Reihe: Lun Wen. Studien zur Geistesgeschichte und Literatur in China, Bd. 7, Wiesbaden: Harrassowitz Verlag 2006, 671 S.[1]
- Das Chinabild in der deutschen Literatur, 1871–1933. Ein Beitrag zur komparatistischen Imagologie. (Dissertation), Peter Lang Verlag, Frankfurt/Main u. a. 1992.[1]
- Brecht und Lu Xun. Eine Studie zum Verfremdungseffekt. Centaurus-Verlagsgesellschaft, Pfaffenweiler 1991.[1][18]
- Bulaixite. (Brecht), Liaoning Publishing House, Shenyang 1985.[1]

### Herausgegebene Bücher
- Haiwai Hanxue yu Zhongguo Wenlun 海外汉学与中国文论 (欧洲卷) [Sinologie internationale (la contribution de l'Europe) et théorie littéraire chinoise / International Sinology (the contribution of Europe) and Chinese Literary Theory], Beijing: Beijing Normal University Publishing House, 2019, 11+496 S.
- Tension in World Literature: Between the Local and the Universal (Des Tensions dans la littérature mondiale : entre le local et l'universel). London; New York; Singapore: Palgrave Macmillan, 2018, 398 S.
- Sixiang yu Fangfa: Jindai Zhongguo de Wenhua Zhengzhi yu Zhishi Jiangou [Ideas and Methods: Cultural Politics and the Construction of Knowledge in Modern China], Beijing: Peking University Press, 2015.[19]
- Sixiang yu Fangfa: Quanqiuhua Shidai Zhongxi Duihua de Keneng [Ideas and Methods: Possibilities of a Chinese-Western Dialogue in a Globalized Age], Beijing: Peking University Press, 2014.[20]
- Wenxue Shehuixue Xinbian [New Compilation of Texts on the Sociology of Literature], Beijing: Beijing Normal University Publishing House, 2011.[21]
- Federspiel, Jürg, Yuwang Dili [Geographie der Lust, Roman], ed. and transl. to Chinese by Fang Weigui, Nanjing: YI LIN (TRANSLATIONS) 2001, 188 S.[1]
- Den Kranich fragen. 155 Gedichte von Bai Juyi (bilingual edition), transl. by Fang Weigui and Andreas Weiland, Göttingen: Cuvillier Verlag 1999, 362 S.[1]
- Aiqing De Gushi – Deyu Guojia Qingshi San Bai Shou / 300 deutsche Liebesgedichte, transl. to Chinese by Fang Weigui, Beijing: Zuojia chubanshe (The Chinese Writers Publishing House) 1996, 476 S.[1]

### Beiträge in Büchern (Auswahl)
- „Minzu bian – Jianlun minzuzhuyi yu guojia“ [Analytical Differentiations with Respect to 'Nation' – Simultaneously About Nationalism and the State], in: Renwen Dongfang – Lüwai Zhongguo Xuezhe Yanjiu Lunji [The Humanities in the East – Collection of Treatises by Chinese Scholars Abroad], ed. by the Eastern Cultural Center of the East China Normal University, main editor: Lu Xiaoguang, Shanghai Literature & Art Publishing House 2002, S. 557–586.[1][22]
- „Seit wann besteht die chinesische Nation? Anmerkungen zum Nationalismus-Diskurs“, in: Antje Richter und Helmolt Vittinghoff (eds.), China und die Wahrnehmung der Welt. Wiesbaden: Harrassowitz, 2007, S. 159ff.
- „Yihui, Minzhu, Gonghe deng gainian zai shi jiu shiji de zhongyi, shanbian yu yingyong“ [The Translation, Semantic Change, and Use of the Terms 'Parliament, 'Democracy', 'Republic', and Related Categories in 19th Century China], in: ZHONGHUA WENSHI LUNCONG / CHINESE LITERATURE AND HISTORY, Shanghai Guji Chubanshe (Shanghai Classics Publishing House), 2001, S. 59–86.[1]
- „Yi, Yang, Xi, Wai and Other Terms: The Transition from 'Barbarian' to 'Foreigner' in Late Imperial China“, in: New Terms for New Ideas: Western Knowledge & Lexical Change in Late Imperial China, ed. by Michael Lackner et al., Brill, Leiden 2001, S. 95–123.[1]
- „Die Seele Chinas: Eine Mystifikation. Über Genese und Merkmale der kollektiven Vorstellungen vom anderen Land“, in: CHINAWISSENSCHAFTEN – DEUTSCHSPRACHIGE ENTWICKLUNGEN. GESCHICHTE, PERSONEN, PERSPEKTIVEN, hrsg. von H. Martin u. Ch. Hammer, Hamburg 1999, S. 98–114.[1][23]
- „Könnenskultur vs. Seinskultur, blaue Kultur vs. gelbe Kultur. Eine Untersuchung der Image-Genese in Keyserlings Reisetagebuch eines Philosophen und im chinesischen Fernsehfilm Heshang“, in: Zeichen lesen, Lese-Zeichen: kultursemiotische Vergleiche von Leseweisen in Deutschland und China, hrsg. von J. Wertheimer u. S. Größe, Tübingen 1999, S. 243–265.[1]

### Artikel in Zeitschriften (Auswahl)
- „Hewei shijie wenxue? (何谓世界文学?)“ [What is World Literature?], in: Wenyi yanjiu (文艺研究) Literary Studies, 1/2017, S. 5–18.[24]
- "Li bushing ci de “shijie qinghuai”: Shijie wenxue de Zhongguo shengyin ji qi biaoda kunjing (理不胜辞的“世界情怀”:世界文学的中国声音及其表达困境)" [Risky World Feelings: Chinese Voices and Expressions of Predicament in World Literature], in: Tansuo yu zhengming«探索与争鸣»Exploration and Contention, 11/2016, S. 54–58.[25]
- „Wenxue de chaoxi (文学的潮汐)“ [Tide of Literature], in: Zhongguo wenxue piping (中国文学批评) [Chinese Literary Criticism], No. 3/2016, S. 103–108.[26]
- "“Kua wenhua” shu jie (“跨文化”述解)" [“Intercultural” interpretation], in: Wenyi yanjiu «文艺研究»Literary Studies, 9/2015, S. 5–13.[27]
- "Hewei qimeng? Na yi zhong wenhua?- Wei jinian xin wenhua yundong bainian er zuo (何为启蒙？哪一种文化?- 为纪念新文化运动百年而作) [What is enlightenment? What kind of culture? - In commemoration of the centenary of the New Cultural Movement], in: Tansuo yu zhengming (探索与争鸣) Exploration and Contending, No. 6, 2015, S. 4–11.[28]
- „Liangge ren he liang ben shu – Rong Ge, Wei Lixian yu liang bu Zhongguo dianji (两个人和两本书——荣格、卫礼贤与两部中国典籍)“ [Two Men and Two Books: Jung, Wilhelm, and Two Chinese Classics], in: Qinghua Daxue xuebao (zhexue shehui kexue ban)/ 清华大学学报(哲学社会科学版)Qinghua University Journal (Philosophy and Social Sciences edition), No. 2, 2015, S. 116–129.[29]
- „Intellectual de Zhongguo banben“ [„Intellectuals“: How this Concept is Understood in China], in: ZHONGGUO SHEHUI KEXUE (SOCIAL SCIENCES IN CHINA, Bimonthly), Chinese Academy of Social Sciences, Beijing, 5/2006, S. 191–204.[1]
- „Minzuzhuyi yuanze sunshang zhihou – Zhongguo 150 nian xianzeng qingjie“, [After the Violation of the Nationalist Principle – 150 Years of Resentment in China / Nach der Verletzung des nationalistischen Prinzips – 150 Jahre Ressentiment in China], in: SHEHUI KEXUE (JOURNAL OF SOCIAL SCIENCES, Monthly), Shanghai Academy of Social Sciences, 5/2006, S. 18–31.[1]
- „Jingji yiming suyuan kao – Shi jingji haishi zhengzhi?“ [„Economy“ and Its Chinese Translation: A Matter of Economy or of Politics?], in: ZHONGGUO SHEHUI KEXUE (SOCIAL SCIENCES IN CHINA, Bimonthly), Chinese Academy of Social Sciences, Beijing, 3/2003, S. 178–188.[1]
- „Lun jindai sixiangshi shang de Minzu, Nation yu Zhongguo“ (On the Notions of „Mingzu“, „Nation“ and „China“ in Modern Intellectual History), in: ERSCHIYI SHIJI (TWENTY-FIRST CENTURY, Bimonthly), Chinese University of Hong Kong, 2/2002, S. 33–42.[1][30]
- Nach der Verletzung des nationalistischen Prinzips. 150 Jahre Ressentiment in China, in: minima sinica 14,2 (2002), S. 1–27.
- Lun jinxiandai zhongguo Wenming Wenhua guan de shanbian. (The Changing Concept of Civilization and Culture in Modern China), in: SHI LIN, (HISTORICAL REVIEW, Quarterly), edited under the auspices of the Institute of History, Shanghai Academy of Social Sciences, No. 4, 1999, S. 69–83.[1][31]
- „Jinxiandai Zhongguo 'Wenming,' 'Wenhua' Guan: Lun Jiazhi Zhuanhuan ji Gainian Shanbian (The Idea of Civilization and Culture in Modern and Contemporary China: On the Transformation of Values and Changes in Concept)“ (1999). URL www.wsc.uni-erlangen.de/wenming.htm – accessed March 14, 2001.[32]

### Übersetzungen
- Hugo Dyserinck, »Bijiao Wenxue Daolun« [Komparatistik. Eine Einführung, i.e. Introduction to Comparative Literature], Beijing: Beijing Normal University Publishing House, 2009.
- Jürg Federspiel, Yuwang Dili [Geographie der Lust, Roman], ed. and transl. to Chinese by Fang Weigui, Nanjing: YI LIN (TRANSLATIONS) 2001, 188 S.[1]
- Bai Juyi, Den Kranich fragen. 155 Gedichte (bilingual edition), transl. by Fang Weigui and Andreas Weiland, Göttingen: Cuvillier Verlag 1999, 362 S.[1]
- Aiqing De Gushi – Deyu Guojia Qingshi San Bai Shou / 300 deutsche Liebesgedichte, transl. to Chinese by Fang Weigui, Beijing: Zuojia chubanshe (The Chinese Writers Publishing House) 1996, 476 S.[1]
- Hugo Dyserinck, „Die Entwicklung der komparatistischen Imagologie“ (Lun bijiao wenxue xingxiangxue de fazhan), in: ZHONGGUO BIJIAO WENXUE (COMPARATIVE LITERATURE IN CHINA), Shanghai/Beijing 1993, No. 1, S. 167–180.[1]
- Vera Pohland: Literatur und Krankheit – Ein Aspekt der Komparatistik" (Wenxue yu jibing – Bijiao wenxue yanjiu de yige fangmian), in: WENYI YANJIU (LITERATURE AND ART STUDIES), Beijing 1986, No. 1, S. 125–133.[1]
- Bachmann, Ingeborg, Ein Wildermuth [Zhenli He Zai], in: DANGDAI WAIGUO WENXUE (CONTEMPORARY FOREIGN LITERATURE), Nanjing 1985, No. 2, S. 152–168.[1]
- Hofmannsthal, Hugo von, Lucidor. Figuren zu einer ungeschriebenen Komödie [Luxiduo – Yibu Xiju De Renwu Sucai], in: BAI HUA ZHOU, Nanchang 1985, No. 4, S. 148–155.[1]
- Lenz, Siegfried, Mein verdrossenes Gesicht [Wo Zhe Zhang Huiqi De Lian], in: CHUNFENG YICONG (WIND OF SPRING. A JOURNAL OF TRANSLATIONS), Shenyang 1985, No. 1, S. 185–187.[1]

## Auszeichnungen
Fang Weigui wurde der Titel eines Distinguished Professor von der Beijing Normal University verliehen und die ehrende Bezeichnung Changjiang Scholar vom Erziehungsministerium (Ministry of Education).
2021 wurde Fang zum auswärtigen Mitglied der Academia Europaea gewählt.